# Kostas Gontikas
Konstantinos "Kostas" Gontikas (grego:Κωνσταντίνος "Κώστας" Γόντικας) (Marousi, 15 de março de 1994) é um basquetebolista profissional grego que atualmente joga pelo Apollon Patras. O atleta possui 2,06m e atua na posição Pivô. 